# Ragnar Sohlman
Ragnar Sohlman den äldre, född 26 februari 1870 i Hovförsamlingen i Stockholm, död 9 juli 1948 i Kungsholms församling i Stockholm, var en svensk kemist, direktör, sprängämnestekniker och ansvarig för bildandet av Nobelstiftelsen.

## Biografi
Ragnar Sohlman föddes i Stockholm som son till den berömde tidningsmannen August Sohlman och dennes hustru Hulda Maria Sandeberg. Där tog han mogenhetsexamen vid realläroverket 1887, varpå han genomgick utbildning i tre år vid Kungliga tekniska högskolan för att 1890 avlägga civilingenjörsexamen i kemi och kemiteknik. 
1890–1893 var han anställd i USA och 1893 blev han Alfred Nobels assistent i San Remo. I Nobels testamente från 1895 nämns Sohlman och Rudolf Liljeqvist som testamentsexekutorer:
| ”              | Till Exekutorer af dessa mina testamentariska dispositioner förordnar jag Herr Ragnar Sohlman, bosatt vid Bofors, Vermland, och Herr Rudolf Liljequist... Som ersättning för deras omsorg och besvär tillerkänner jag Herr Ragnar Sohlman, som antagligen kommer att egna mesta tid deråt, Ett Hundra Tusen Kronor, och Herr Rudolf Liljequist Femtio Tusen Kronor. | „ |
| – Alfred Nobel | |   |

Omräknat efter inflationen motsvarade 100 000 kronor i 1895 års penningvärde år 2007 ungefär 5,5 miljoner; Nobels testamente lade därför inte bara en tung uppgift på Sohlman utan gjorde honom också till en förmögen man.
Alfred Nobel avled 1896 varpå Sohlman och Rudolf Lilljeqvist under åren 1897–1900 var sysselsatta med att försöka verkställa Nobels avsikter. De båda blev därför bland de mest betydande i bildandet av Nobelstiftelsen och instiftandet av Nobelpriset, varvid Sohlman satt i interimsstyrelsen och organiserade verksamheten. 1936–1946 var Sohlman verkställande direktör vid Nobelstiftelsen.
Parallellt med uppdraget som testamentesexekutor fortsatte Sohlman att vara verksam inom Bofors, som disponent för dotterbolaget AB Bofors Nobelkrut 1898–1919. Han var därefter kommerseråd och chef för industribyrån inom Kommerskollegium 1920–1935, och tillförordnad generaldirektör för Kommerskollegium 1935–1936. Han satt under många år i Bofors styrelse, samt i flera andra bolags styrelser. Tillsammans med Henrik Schück skrev Sohlman biografin Alfred Nobel och hans släkt och ensam författade han ytterligare ett verk om Nobel som publicerades postumt.
Han invaldes 1919 som ledamot av Ingenjörsvetenskapsakademien (hedersledamot 1935) och erhöll Illis quorum 1940.

## Den privata sfären

### Familj
Med sin hustru Ragnhild Ström (1869–1942) fick han sönerna Rolf R:son Sohlman och Sverre R:son Sohlman samt döttrarna Astrid Sohlman-Nyblom (gift med Peder Nyblom) och Ingrid Sohlman, som dog i unga år.

### Död

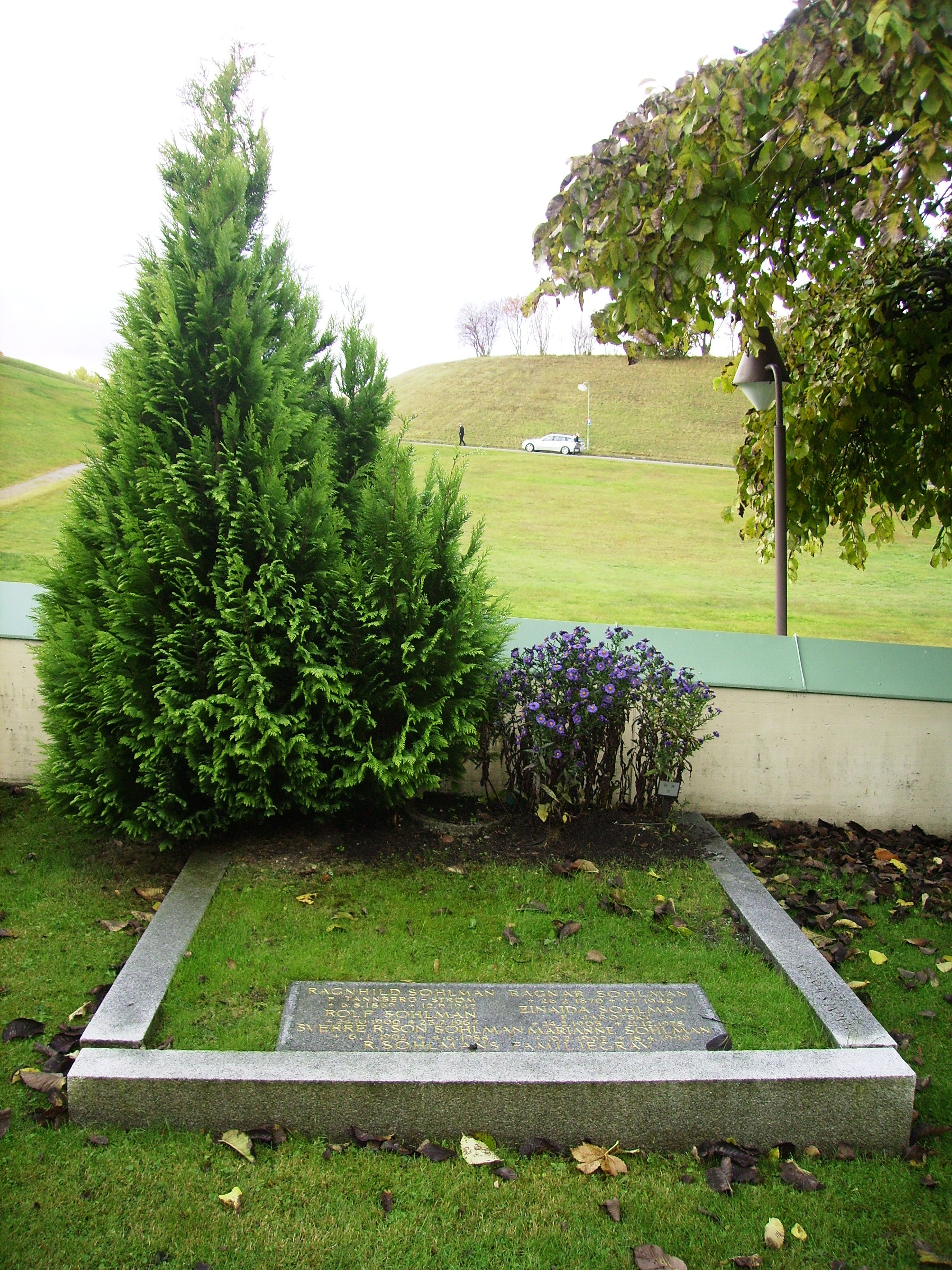
Ragnar Sohlmans gravvård på Skogskyrkogården i Stockholm.

Sohlman avled den 9 juli 1948, och begravdes på Skogskyrkogården i Stockholm.